# Jonah Hex
Jonah Woodson Hex è un personaggio dei fumetti statunitensi pubblicati da DC Comics. Creato dagli autori John Albano (testi) e Tony DeZuniga (disegni), il suo debutto risale a All-Star Western n. 10 (data di copertina: febbraio-marzo 1972; pubblicazione: dicembre 1971). È un cacciatore di taglie nel vecchio West negli anni successivi alla guerra civile americana.

## Personaggio
Jonah Hex è un personaggio che non possiede superpoteri e le cui avventure sono per lo più contestualizzate all'interno di un preciso periodo storico. La continuity del personaggio risulta quindi essere in parte già inquadrata sia a livello di contesto narrativo che biografico. Per esempio si conosce già la data di morte e il modo in cui Hex verrà ucciso così come sono già fissati i momenti salienti della sua vita quali il modo in cui viene sfigurato e l'inizio della sua attività di cacciatore di taglie dopo la Guerra civile americana. Tutto questo però non annulla il potenziale narrativo del personaggio ma obbliga gli autori a rispettare i luoghi e il contesto storico nel quale si muove questo anti-eroe degli albi DC Comics. Finora gli autori che hanno affrontato il personaggio nel periodo successivo alla sua creazione e formazione hanno rispettato sempre quanto precedentemente narrato. Questo è successo anche nelle storie Post-Crisis (cioè dopo il 1986) e anche nelle serie più recenti quali Jonah Hex (vol. 2) e All-Star Western (vol. 2). Ogni qual volta ci si trova di fronte alla ripresentazione di un episodio già narrato di Hex si assiste ad un processo di integrazione di elementi narrativi e quasi mai si assiste ad un Retcon delle vicende presentate. Quando, per esempio, si affronta l'infanzia traumatica di Jonah nella graphic novel del 2010 Jonah Hex: No Way Back non si negano (o modificano drasticamente) episodi quali l'alcolismo del padre, le violenze familiari o l'abbandono da parte della madre ma piuttosto questi elementi (già presenti nella mitologia del personaggio) vengono completati e integrati in un nuovo contesto più omogeneo e funzionale allo sviluppo futuro delle sue storie. Per quanto riguarda le origini del personaggio, ci troviamo di fronte ad un uomo che non possiede superpoteri e di conseguenza non è presente un elemento esterno di natura pseudo-scientifica o mistica che crea la nascita del supereroe (come l'incidente che dona a Barry Allen i poteri di Flash), manca anche l'evento traumatico e radicale che trasfigura il personaggio in un vigilante o in un vendicatore (come può essere la metamorfosi di Bruce Wayne in Batman). Nonostante ciò esistono elementi radicati nella figura di Hex che vengono posti come pietra angolare per la nascita e lo sviluppo futuro della sua personalità nonché del modo di agire e di presentarsi.

### Origini
Jonah Hex subisce fin da piccolo le violenze fisiche e psicologiche di un padre violento e affetto da alcolismo. L'unica difesa a cui affidarsi è la madre che però lo abbandona all'età di circa 10 anni per scappare con un altro uomo. Jonah deve imparare presto ad arrangiarsi ed a convivere con un genitore che non si vuole prendere cura di lui. Il padre decide di lasciare il Colorado per trasferirsi in California in cerca di fortune e parte con il figlio nel 1851. Mentre attraversano l'Arizona si ritrovano nei territori Apache delle Black Hills e dovendo pagare un pedaggio agli indiani, Woodson Hex gli lascia il figlio come schiavo promettendo di tornare dopo sei mesi con dell'oro sufficiente per riscattarlo. Dopo due anni il padre non è ancora tornato ma nel frattempo Jonah ha imparato le tecniche di combattimento corpo a corpo degli Apache e si è meritato il rispetto del loro capo avendolo salvato dall'attacco di un puma. La sua nuova posizione e l'amore di una giovane dal nome White Fawn scatenano le gelosie del figlio del capo tribù che durante una razzia di cavalli contro un'altra tribù, lo ferisce a tradimento e lo abbandona. Jonah decide di non tornare dagli Apache e si unisce all'esercito ma non dimentica quanto successo e un giorno torna alle Black Hills per reclamare il suo onore e White Fawn. Rispettando le leggi della tribù sfida Noh-Tante ad un duello con le Tomahawks ma la sua ascia è stata resa difettosa e, quando si spezza, Jonah si difende accoltellando l'avversario. Nessuno crede che Noh-Tante abbia fatto sabotare l'arma del duello e di conseguenza come segno d'infamia Jonah deve essere sfigurato con il Marchio del Demone cioè una ferita inflitta su parte del volto da un'ascia ardente. Il suo viso rimane sfigurato per sempre e, oltre a dargli un aspetto alquanto sinistro, lo rende immediatamente riconoscibile. Tale marchio segna un punto di non ritorno per il personaggio che dopo l'infanzia traumatica e gli orrori della guerra si ritrova ad affrontare un mondo che fondamentalmente disprezza e dove non troverà più nessuno realmente degno di fiducia. Siamo nel 1866 e questo stesso anno Jonah Hex diviene un cacciatore di taglie e il suo primo lavoro è rintracciare l'ex-soldato confederato Eddie Cantwell.

### Storia e mito di Jonah Hex
Dopo il 1866 Jonah Hex diviene cacciatore di taglie e compie questo lavoro con freddezza e cinismo. La sua fama si diffonde rapidamente non solo grazie alle sue abilità ma alla sua inconfondibile immagine. Anche dopo diversi anni dalla fine della Guerra Civile continua a portare l'uniforme dell'esercito confederato e il suo volto sfigurato aggiunge timore in chiunque si imbatte nel suo sguardo. La maggior parte delle avventure narrate nei fumetti si collocano tra il 1866 e il 1875 circa e vedono il personaggio viaggiare attraverso gran parte del West americano e anche in Sud America e Cina.
La sua vita ha una svolta quando smette di fare il cacciatore di taglie, si sposa, ha un figlio e comincia a fare l'agricoltore, ma la nuova sistemazione non dura. Spesso le sue avventure lo portano ad affrontare situazioni bizzarre e talvolta di natura fantascientifica. Difatti in un periodo imprecisato che si colloca tra il 1875 e il 1878 viene trasportato nel futuro, nell'anno 2050. Tornato nella sua epoca, negli anni ottanta del XIX secolo, si ritrova suo malgrado a vivere nella città di Gotham dove trova la possibilità di far denaro con le sue doti di pistolero e cacciatore di criminali. Qui fa la conoscenza di Alan Wayne (antenato di Bruce Wayne) che si arricchisce grazie agli introiti di un casinò e di cui acquisisce la fiducia. Ha modo inoltre di stringere una forma di collaborazione con il Dottor Amadeus Arkham, psicologo esperto in criminologia e comportamenti deviati, fondatore di una casa di cure per malattie mentali destinata a diventare l'Arkham Asylum. Il Dottor Arkham rimane affascinato dal comportamento e dalla psicologia dello sfigurato pistolero sudista e ne scrive un trattato che giunge fino ai nostri giorni. I due collaborano per combattere diversi criminali che (già in quel periodo) sono attratti dalla città di Gotham. Tra questi vi è il Dottor Jekyll con la sua controparte malvagia Hyde, e l'immortale Vandal Savage. Quest'ultimo si reca a Gotham portando con sé un'antica piaga che dice essere la peste giustinianea e costringe la città a mettere in quarantena un'ampia zona composta prevalentemente dai cittadini meno abbienti. Nonostante le sue numerose avventure riesce a sopravvivere fino al 1904 quando viene ucciso da George Barrow durante una partita a carte.
Il suo cadavere viene trafugato, imbalsamato, vestito con un costume ridicolo e messo in scena da un circo itinerante; ma il proprietario del circo viene ucciso e il corpo di Jonah nuovamente rubato; passa poi di mano in mano prima di essere infine acquistato dal ristorante "Planet Krypton" di Booster Gold.
Nel 2010 Jonah viene ritrovato e resuscitato come una Black Lantern.

## Poteri e abilità
Jonah Hex è il miglior pistolero del mondo, eccezionale col fucile e infallibile con qualsiasi pistola, è in grado di estrarre la sua rivoltella dalla fondina e sparare all'avversario di turno in 0,3 secondi. Esperto nel combattimento corpo a corpo, è eccezionale anche nell'utilizzo di armi bianche, nelle tecniche di assassinio, ed è estremamente resistente alle torture e alle ferite più gravi. Inoltre nel film Jonah Hex riesce con un tocco a parlare con i morti.

## Storia editoriale

### Contesto e ideazione
Jonah Hex appare originariamente sulle pagine di All Star Western, edito da National Periodical Publications, a partire dal numero 10 (febbraio-marzo 1972). Il personaggio non appartiene più alla generazione di supereroi creati nella Silver Age del fumetto ma rappresenta uno dei primi anti-eroi dell'epoca Bronze Age (periodo che si snoda tra i primi anni settanta e il biennio 1984-1985). Dopo la crisi di vendite del periodo 1969-1971, la DC Comics cerca di trovare nuove idee e personaggi originali che riescano ad attrarre l'interesse del pubblico. A tal fine ha ingaggiato il redattore (o Editor) Joe Orlando il quale aveva alle spalle una lunga militanza nella EC Comics, famosa e demonizzata (dai media e dalle associazioni dei genitori) casa editrice di fumetti di genere horror degli anni cinquanta. Joe Orlando si pone l'obbiettivo di creare delle storie alternative a quelle innocenti e (all'epoca) ingenue dei famosi Superman e Batman, con i quali la DC viene identificata. Per questo cerca di raggirare le regole del Comics Code Authority e vuole dei personaggi e delle storie dai toni più cupi e ispirate al genere horror/fantasy. Il primo esempio del suo lavoro lo abbiamo con le nuove storie dello Straniero Fantasma e quelle di Black Orchid e lo Spettro pubblicate sulla storica serie Adventure Comics. In questo contesto Joe Orlando vuole la creazione di un nuovo personaggio di genere western ma che sia lontano dagli archetipi imposti dal cinematografico John Wayne o dal politicamente corretto Lone Ranger. L'idea di un cacciatore di taglie sfigurato e (apparentemente) senza etica se non il proprio profitto viene all'autore John Albano ed è subito avallata da Orlando che definisce il nuovo personaggio Jonah Hex come una sintesi tra un Due-facce del vecchio west e il Fantasma dell'Opera. Di conseguenza non solo non ci troviamo di fronte all'archetipo del genere e cioè il cowboy (sintesi di eroismo, intraprendenza e valori americani) ma neppure di altre figure ricorrenti quali il Cavaliere Solitario (spesso ex-fuorilegge ma riformatosi ad un'etica protestante), l'uomo di legge /The Lawman (tipo sceriffo) o l'indiano (talvolta buono e saggio ma spesso feroce e selvaggio). Hex ricade in una quinta categoria cioè l'ex-militare spesso dilsilluso dal sogno americano e quindi più lucido (o cinico) nel valutare la realtà di un paese in embrione come gli Stati Uniti di quel periodo.

### Pubblicazioni principali

#### All-Star Western & Weird Western Tales (1972-1977)
Il debutto avviene su All-Star Western n. 10 (data di copertina febbraio-marzo 1972) per poi seguire con un'altra storia sul n. 11 (aprile-maggio 1972). Dal numero successivo la serie cambia titolo in Weird Western Tales (vol. 1) ma mantiene la numerazione precedente. Il personaggio è presente nei nn. 12-14 e nei nn. 16-38 (con date di copertine che vanno da giugno-luglio 1972 a gennaio-febbraio 1977).

#### Jonah Hex (vol. 1) (1977-1985)
Nel 1977 gli viene intitolata una serie di cui vengono pubblicati 91 albi. Jonah Hex (vol. 1) n. 1 esce con data di copertina marzo-aprile 1977 mentre l'ultimo numero è datato agosto 1985. L'autore dei testi di quasi l'intero corso della pubblicazione sono di Michael Fleisher, fanno eccezione il n. 4 (di John Albano) e i nn. 13-15 (di David Michelinie). Il termine della serie coincide con la fine dell'epoca dei fumetti denominata Bronze Age e viene cancellata in seguito alla completa ristrutturazione del parco testate della DC dopo gli eventi della saga Crisi sulle Terre infinite (miniserie-evento pubblicata tra il 1985 e il 1986).

#### Hex (1985-1987)
Subito dopo la chiusura della prima serie, viene lanciata una nuova pubblicazione dal titolo Hex che vede sempre protagonista Jonah Hex il quale si trova però ad agire in un differente contesto storico. Il cacciatore di taglie viene infatti trasportato in un lontano futuro, nell'anno 2050. Riflettendo le paure tipiche della Guerra fredda degli anni ottanta, Hex si ritrova in un mondo devastato da una guerra nucleare e per certi versi ancora più caotico e violento del selvaggio west da cui lui proviene. Con questo stratagemma narrativo si assiste al tentativo (poi fallito) di sottoporre Jonah Hex ad un'opera di revisionismo del personaggio. Questa operazione cerca di mimare quanto stava per accadere a livello creativo con molti eroi e supereroi a fumetti tra la seconda metà degli anni ottanta e i primi anni novanta. Basti citare l'Animal Man di Grant Morrison (1988), la Doom Patrol ad opera dello stesso autore (1989) o Shade, the Changing Man di Peter Milligan. In questo periodo Post-Crisis vi è poi un espresso desiderio dell'editore di rinnovare in ogni caso e comunque tutti i personaggi, così anche chi non è soggetto a modifiche radicali, subisce un'opera di Retcon che ne rinarra e riaggiorna le origini, i poteri e rapporto con la propria nemesi. Mentre nel caso dei personaggi citati quest'onda rinnovatrice porta ad ottimi risultati, con Jonah Hex si assiste ad un fallito rilancio del personaggio. Probabilmente agli autori e ai vertici della DC è sfuggito il forte rapporto tra Jonah e contesto in cui si sviluppano le sue avventure, cioè quella zona di frontiera tra mito e storia che è il Far West nella seconda metà dell'Ottocento. Nelle avventure di Hex non è mai lui in quanto eroe o anti-eroe ad avere l'attenzione del lettore ma piuttosto i personaggi (vittime o carnefici) che questi incontra e nei confronti dei quali si sforza di mantenere la più totale indifferenza. La serie dura 18 numeri dal settembre 1985 al febbraio 1987 (date di copertina). I testi sono di Michael L. Fleisher mentre alle matite si alternano Mark Texeira (nn. 1-3, nn. 5-7, n. 9, nn. 11-14), Ron Wagner (n. 4-8-10) e Keith Giffen (nn. 16-18).

#### Vertigo (1993-1999)
Nel 1993 la DC Comics crea l'etichetta Vertigo diretta da Karen Berger. Questo nuovo imprint si propone di realizzare fumetti più maturi e per un pubblico che non si appassiona necessariamente al genere supereroi. Allo stesso tempo si assiste al tentativo di riproporre supereroi e personaggi minori, cioè che non si allineano necessariamente alle pubblicazioni mainstream del panorama fumettistico statunitense. Sotto questo auspicio si riprende anche l'anti-eroe Jonah Hex a cui viene dedicata non una serie regolare ma un trittico di miniserie pubblicate tra il 1993 e i 1999 (con l'etichetta Vertigo in copertina). Sono tutte scritte da Joe R. Lansdale e disegnate da Timothy Truman. In dettaglio sono: Jonah Hex: Two-Gun Mojo (di 5 numeri) pubblicata da agosto a dicembre del 1993, Jonah Hex: Riders of the Worm and Such (di 5 numeri) pubblicata da marzo a luglio del 1995 e Jonah Hex: Shadows West (di 3 numeri) pubblicata da febbraio ad aprile del 1999. Le avventure qui raccontate sono di nuovo ambientate nel Vecchio west e tornano ad ispirarsi alle atmosfere delle storie pubblicate negli anni settanta.

#### Jonah Hex (vol. 2) (2005-2011)
A distanza di 18 anni la DC Comics torna a pubblicare una nuova serie regolare del personaggio. Il primo albo esce nel novembre 2005 (con data di copertina gennaio 2006). La serie vede ai testi gli autori Justin Gray e Jimmy Palmiotti che manterranno questo ruolo per l'intera vita della pubblicazione che chiude con il n. 70 (ottobre 2011). I primi numeri sono disegnati da Luke Ross al quale si succederanno poi diversi artisti. La serie non riporta il marchio Comics Code Authority.

#### Jonah Hex: No Way Back (2010)
Si tratta della prima graphic novel pubblicata in edizione cartonata (o Hardcover) dedicata al personaggio. Gli autori sono Justin Gray e Jimmy Palmiotti ai testi, mentre ai disegni c'è il ritorno dello storico artista filippino Tony De Zuniga, disegnatore della prima storia mai pubblicata sul personaggio. Il perno del racconto è il rapporto problematico-traumatico di Jonah Hex con la sua famiglia e nel corso della storia incontrerà la madre ormai moribonda e un fratellastro che non pensava di avere. C'è anche un flashback che evidenzia i soprusi fisici e psicologici che un Jonah ancora adolescente ha subito da un padre violento e alcolizzato. L'intento è di trovare le radici della personalità violenta ma assetata di giustizia di Hex nel passato della sua famiglia, una serie di eventi drammatici che, come suggerisce il titolo No Way Back (cioè Non si torna indietro), sono immodificabili e con i quali bisognerà convivere per sempre.

#### All-Star Western (vol. 3) (2011-2014)
Nel 2011 la DC Comics decide di rinnovare l'intero parco testate con un reboot dell'universo fumettistico nel quale si collocano le vicende dei suoi personaggi. L'operazione prevede la chiusura di tutte le serie in corso e il lancio di 52 nuove testate che ricominciano con il numero 1. La DC nomina tale evento The New 52 (o I nuovi 52 in italiano) e debutta il 31 agosto 2011 con un nuovo numero 1 della serie Justice League. In tale contesto viene coinvolto anche Jonah Hex a cui viene dedica la nuova serie All-Star Western (vol. 3) n. 1, distribuita il 28 settembre 2011 con data di copertina novembre 2011. Ai testi rimangono gli autori Justin Gray e Jimmy Palmiotti che hanno curato le storie del personaggio dal 2005 a partire dalla precedente serie Jonah Hex (vol. 2). Il progetto The New 52 prevede la suddivisione in diversi gruppi di serie a seconda della fascia di lettori a cui sono indirizzate. La nuova serie di Jonah Hex rientra nell'insieme di pubblicazioni denominate The Edge e che presentano in copertina l'avvertenza Rated T+ e sono quindi consigliate a dei lettori dai 16 anni e oltre.
La serie viene chiusa dopo 34 numeri. L'ultimo albo viene distribuito il 27 agosto 2014 con data di copertina ottobre 2014. La storia è scritta da Justin Gray e Jimmy Palmiotti (scrittori accreditati per l'intera serie). La copertina (realizzata da Darwin Cooke) vede Hex a cavallo di fronte ad un cartello che riporta la scritta End of the Trail (cioè fine del sentiero). Con la chiusura di All Star Western termina la pubblicazione dell'ultima delle nove serie della linea The Edge lanciate con il reboot del 2011. La DC non è riuscita quindi a produrre (dopo il rilancio del 2011) serie regolari di successo con i suoi personaggi più marginali e alternativi rispetto a quelli di genere supereroistico quali Batman, Superman e Wonder Woman.

#### Jonah Hex/Yosemite Sam Spacial (2017)
Jonah Hex non rientra tra i personaggi presi in considerazione per il rilancio dell'universo DC denominato DC Rebirth, voluto da Dan DiDio, Geoff Johns e Jim Lee nel 2016. Per vedere nuovamente un titolo a lui dedicato bisogna attendere l'estate del 2017, quando esce l'albo unico Jonah Hex/Yosemite Smith Special n. 1 (data di copertina agosto 2017). L'opera rientra nel progetto editoriale che prevede l'incontro di alcuni supereroi DC con personaggi degli episodi animati Looney Tunes. Jonah Hex si ritrova quindi ad essere assoldato come bodyguard da Yosemite Sam il quale ha scoperto un ricco filone d'oro e in molti vogliono sottrargli l'inaspettata ricchezza. Al fianco dei due troviamo anche versione "western" di Garlo Gallo, altro personoggio delle Looney Tunes. Questo viene raccontato nella storia principale dell'albo dal titolo Comin'In A-Shootin'!, disegnata da Mark Texeira e narrata con i canoni delle più recenti avventure di Hex. Ai testi viene coinvolto lo stesso Jimmy Palmiotti, ideatore con Justin Gray, delle storie del personaggio tra il 2005 e il 2014. Vi è anche una back-up story (di 7 pagine) dal titolo The Road to Bruin!, realizzata da Bill Matheney (testi) e Bill Alvarez (disegni), che viene invece rappresentata con lo stile tipico dei cartoon Looney Tunes. Nel finale di quest'ultima compare anche Bugs Bunny, una delle prede preferite di Yosemite Smith

### Altre apparizioni
Come tutti i personaggi DC Comics, anche Jonah Hex è apparso come co-protagonista (o Guest star) in diverse altre serie non a lui dedicate. In altre occasioni è apparso con storie inedite in pubblicazioni antologiche o numeri speciali.

#### Justice League of America n. 159-160 (vol .1) (1978)
Per la prima volta Hex si trova coinvolto in una Crisis del Multiverso DC. Anche nel 1978 come succede ogni anno vi è una storia che coinvolge i più grandi supereroi di due terre parallele. Periodicamente vi è infatti l'incontro tra la Justice League (residente su Terra-Uno) e la Justice Society (proveniente da Terra-Due) le quali loro malgrado si ritrovano a combattere minacce di portata cosmica. In questo caso il supercriminale è Epoch, autodefinitosi Signore del Tempo, il quale preleva dal passato Enemy Ace, Black Pirate, Viking Prince, Miss Liberty e lo stesso Jonah Hex e dona a questi dei poteri che gli permettano di affrontare la Justice Society e la Justice League. L'obbiettivo finale è quello di portare tutti questi supereroi nel suo nascondiglio e aiutarlo a distruggere una mente artificiale chiamata Eternity Brain, da lui stesso creata ma ora fuori controllo. Con questo tipo di avventura Jonah Hex incontra molti grandi personaggi DC e si ritrova scaraventato in situazioni alquanto anomale e bizzarre per un cacciatore di taglie del Far West.

#### The All-New Batman: The Brave and The Bold n.11 (2011)
L'albo viene pubblicato per l'etichetta DC Kids nel novembre 2011 e contiene la storia Out of Time degli autori Sholly Fisch (testi) - Dario Brizuela (disegni). La serie presenta in ogni numero un team-up di Batman con un altro personaggio dell'Universo DC. In questo caso il racconto si svolge a Gotham City nell'aprile del 1879 dove Batman arriva con un viaggio a ritroso nel tempo. Il suo scopo è di disattivare un ordigno creato da Ra's Al Ghul e che minaccia di causare un devastante terremoto nel futuro. Ad aiutarlo nell'impresa interviene Jonah Hex che si unisce all'Uomo Pipistrello, anche perché c'è una taglia da riscuotere su uno degli scagnozzi dello stesso Ra's Al Ghul. Bisogna sottolineare che la serie a fumetti The All-New Batman: The Brave and The Bold si basa sulla serie animata Batman: The Brave and the Bold dove in un episodio del 2009 abbiamo un incontro tra Hex e Batman. I due personaggi non sono infatti nuovi ad incontrarsi anche se appartenenti a diverse epoche storiche. Più volte gli autori sono ricorsi allo stratagemma del viaggio nel tempo per far incontrare il Cavaliere Oscuro della moderna Gotham con il cacciatore di taglie del Vecchio West. Questo viene rimarcato anche dal fatto che quando Jonah incontra Batman, i due già si conoscono e danno l'impressione di aver già combattuto insieme.

## Altre versioni
Nell'universo Amalgam, Jonah Hex viene accostato a Jonothon Starsmore della serie Generation X, dando vita a Jono Hex sugli albi Generation Hex.

## Altri media

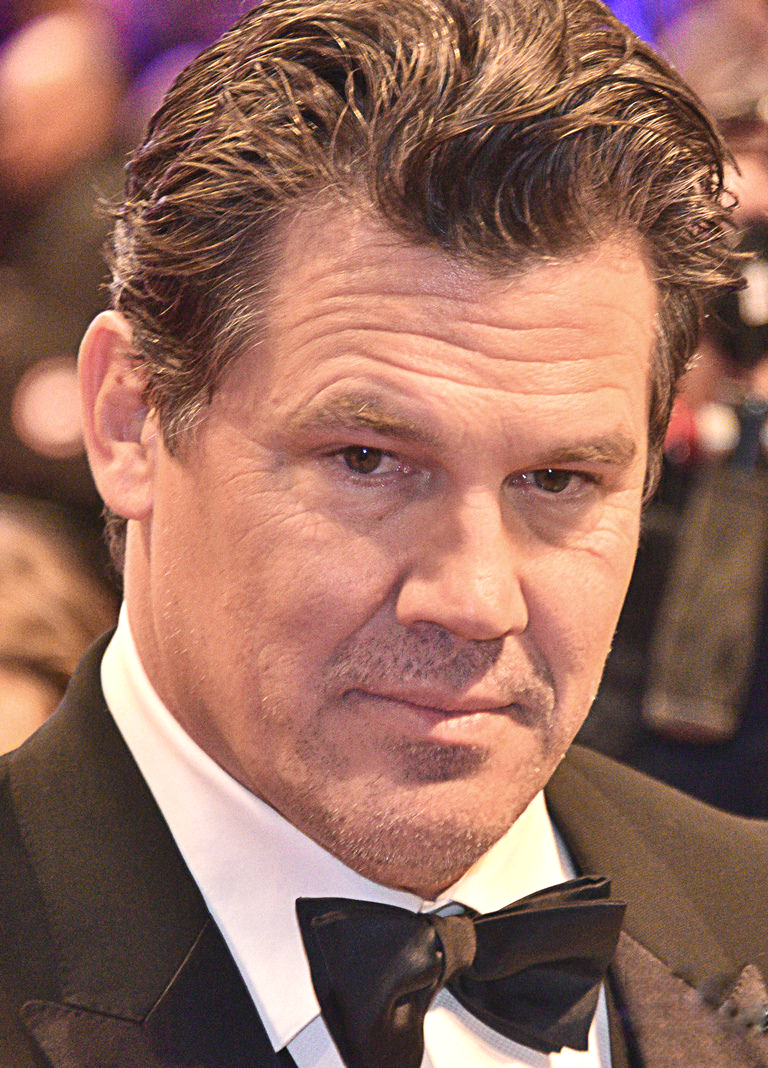
Josh Brolin, interprete di Jonah Hex nell'omonimo film

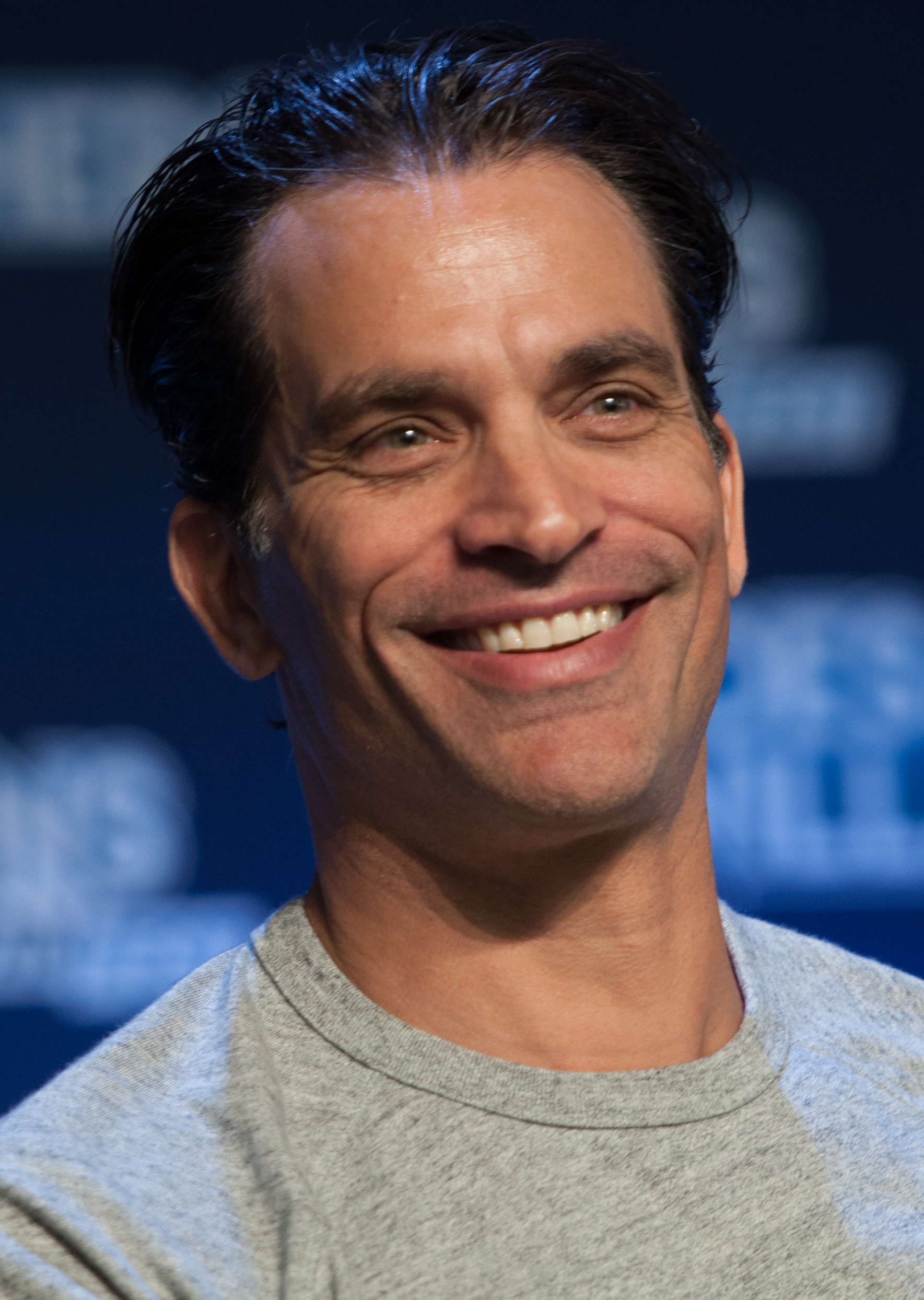
Johnathon Schaech, interprete di Jonah Hex nella serie televisiva Legends of Tomorrow

### Cinema
Il 18 giugno 2010 è stato distribuito negli Stati Uniti d'America il film Jonah Hex, prodotto da Warner Bros. Pictures e diretto da Jimmy Hayward, in cui il protagonista è interpretato da Josh Brolin.

### Televisione
- Batman: Il personaggio appare nell'episodio n. 12 (trasmesso negli USA il 12 settembre 1995) dal titolo Jonah Hex: la resa dei conti (in originale Showdown). Ufficialmente l'episodio viene anche accreditato come n. 82 in quanto la produzione tiene conto dei 70 episodi della serie Batman: The Animated Series, trasmessi tra il 1992 e il 1994[29]. Jonah Hex viene doppiato da William McKinney.
- Justice League Unlimited, Stagione 1: nell'episodio n. 12 (trasmesso negli USA il 22 gennaio 2005) Batman, Wonder Woman e Green Lantern viaggiano indietro nel tempo per combattere Chronos e si ritrovano nel Vecchio West. Qui incontrano alcuni dei personaggi western della DC Comics tra cui Jonah Hex, El Diablo e Bat Lash. Il personaggio di Hex viene doppiato (in originale) dall'attore Adam Baldwin.
- Batman: The Brave and the Bold, Stagione 1: Jonah Hex appare nel teaser della puntata n. 11, trasmessa negli Stati Uniti il 20 febbraio 2009. Si tratta di una serie animata che ha come protagonista Batman in team-up con altri eroi o supereroi dell'Universo DC Comics. Ogni puntata presenta una storia principale (che in questo caso porta il titolo Return of the Fearsome Fangs o Il ritorno dei Terribili Tre in edizione italiana) e una breve storia di 2-3 minuti trasmessa subito prima della sigla d'apertura (chiamata appunto teaser in originale). In questo episodio si vede Batman salvare Jonah Hex da un'esecuzione messa in atto da una versione western della Banda della Scala Reale. La vicenda si svolge nel vecchio west e dopo aver salvato Hex, l'Uomo Pipistrello si allontana a cavallo. Non viene data nessuna spiegazione di come o perché abbia viaggiato indietro nel tempo. Difatti questi mini-episodi servono per raccontare avventure spesso autoconclusive con personaggi non sempre molto noti al grande pubblico. Il personaggio compare anche in alcuni episodi successivi.
- Legends of Tomorrow, Jonah Hex compare nell'11º episodio della prima stagione e nel 6º della seconda stagione di Dc's Legends of Tomorrow, il serial TV spin-off di Arrow e The Flash, incentrato su un gruppo di viaggiatori temporali formato da eroi e criminali intento a fermare una catastrofe che potrebbe distruggere l'intero universo. Il ruolo viene interpretato da Johnathon Schaech. Schaech comparirà come guest star nel ruolo del personaggio DC Comics, ma con la possibilità di diventare un personaggio ricorrente all'interno della serie The CW.[30]

### Animazione
DC Showcase: Jonah Hex è cortometraggio d'animazione diretto da Joaquim Dos Santos dalla durata di 12 minuti e distribuito dalla Warner Bros. Home video. Il video viene inserito come traccia bonus tra i contenuti del DVD Batman: Under the Red Hood, uscito negli USA il 27 luglio 2010. La sceneggiatura viene realizzata da Joe R. Lansdale e si basa su una storia di Justin Gray, Jimmy Palmiotti, Phil Noto. Nell'edizione originale la voce del personaggio è dell'attore Thomas Jane.